# 徳山秀栄
徳山 秀栄（とくやま ひでいえ/とくのやま ひでいえ、元禄3年（1690年 ）-宝暦7年7月18日（1757年9月2日））は江戸時代中期から後期の旗本寄合席。諱は秀栄。通称は権十郎、又兵衛、五兵衛。父は徳山重俊。母は某氏。正室は藤枝方教の娘。子は徳山頼屋、徳山貞明。
初代本所深川火事場見廻役の1人である。また、徳山則秀の玄孫で父祖同様に徳山五兵衛としても知られ、岡本綺堂の「箕輪心中」の題材となった心中を起こした藤枝教行の実祖父でもある。

## 生涯
寛政重修諸家譜では母は某氏とされる一方、父・重俊の正室は神尾守勝の養女であり、庶出であったとされる。元禄8年（1695年）に兄の重朝が死去したこともあり、元禄13年（1700年）に将軍徳川綱吉に初御目見えを済ませ、正徳3年（1713年）に父の家督を継いで小普請となる。
通称を「又兵衛」と称していた時期に徳川綱重の従兄弟にあたる藤枝方教の娘を正室に迎えるが、のちに離婚している。享保9年（1724年）に新設された本所深川火事場見廻役に就任する。享保17年（1732年）の刊行の須原屋茂兵衛蔵板武鑑では本所深川出火之節見廻り御役に嶋田庄五郎とともに「本所竹くらの後　徳山五兵衛」とある。ちなみに当時の本所深川出火之節見廻り御役の序列は船手頭の下、道奉行上水御改の上で出火之節見廻り御役よりかなり下であった。
享保18年（1733年）に使番へ進み布衣を許可される。元文6年（1741年）刊行の須原屋茂兵衛蔵板武鑑において使番に「享保十八　二千七百石　本所竹くら後　徳山五兵衛」と見える。
寛保4年1月11日（1744年2月24日）に御先鉄砲頭となり、延享3年7月21日（1746年）に盗賊追捕の命を受けて御先鉄砲頭の加役である火付盗賊改となり、日本左衛門率いる盗賊団追捕に従事する。なお延享3年（1746年）の須原屋茂兵衛蔵板武鑑は内容が3月から4月時点のためか盗賊並火付方御改（火付盗賊改）として掲載されているのが小濱平右衛門と中嶋百助のみである。
寛延3年（1750年）刊行の須原屋茂兵衛蔵板武鑑の御先手鉄砲頭に「二千七百石　本所御竹くら後　徳山五兵衛　与力五キ　同心三十人」とある。
宝暦4年（1754年）に西の丸持筒頭となり、宝暦7年（1757年）死去。享年68。法名は浄性。葬所は代々の菩提寺である深川の長慶寺。長男の頼屋が跡を継いだ。また、次男の貞明は分家の養子となり隠居後の徳川吉宗の小姓となる。
池波正太郎の長編小説『おとこの秘図』の主人公としても知られる。